# Mobidoubs
Mobidoubs était le réseau de transport interurbain du département du Doubs, en région Bourgogne-Franche-Comté jusqu'au 31 août 2018.

## Histoire
Le 1er janvier 2017, la loi NOTRe a transféré des départements aux régions l'organisation du transport routier de voyageurs. Le 1er septembre 2018, Mobidoubs devient Mobigo Bourgogne-Franche-Comté.

## Lignes du réseau
Liste des lignes
| Ligne     | Caractéristiques | Caractéristiques                | Caractéristiques                | Caractéristiques                | Caractéristiques                | Caractéristiques                              | Caractéristiques                         | Caractéristiques                | Caractéristiques                |
| A Express | A Express | A Express                       | A Express                       | A Express                       | A Express                       | A Express                                     | A Express                                | A Express                       | A Express                       |
| A Express | BESANÇON Gare ⥋ PONTARLIER Gare | BESANÇON Gare ⥋ PONTARLIER Gare | BESANÇON Gare ⥋ PONTARLIER Gare | BESANÇON Gare ⥋ PONTARLIER Gare | BESANÇON Gare ⥋ PONTARLIER Gare | BESANÇON Gare ⥋ PONTARLIER Gare               | BESANÇON Gare ⥋ PONTARLIER Gare          | BESANÇON Gare ⥋ PONTARLIER Gare | BESANÇON Gare ⥋ PONTARLIER Gare |
| --------- | --- | ------------------------------- | ------------------------------- | ------------------------------- | ------------------------------- | --------------------------------------------- | ---------------------------------------- | ------------------------------- | ------------------------------- |
| A Express | Ouverture / Fermeture — / — | Longueur —                      | Durée —                         | Nb. d’arrêts 11                 | Matériel Bus                    | Jours de fonctionnement L, Ma, Me, J, V, S, D | Jour / Soir / Nuit / Fêtes O / N / N / O | Voy. / an —                     | Dépôt —                         |
| A Express | Desserte : Pontarlier, Doubs, Goux-les-Usiers, Nods, Étalans et Besançon. |                                 |                                 |                                 |                                 |                                               |                                          |                                 |                                 |
| A Express | Autre : |                                 |                                 |                                 |                                 |                                               |                                          |                                 |                                 |
| A Express | Dernière actualisation : — |                                 |                                 |                                 |                                 |                                               |                                          |                                 |                                 |
| A         | A | A                               | A                               | A                               | A                               | A                                             | A                                        | A                               | A                               |
| A         | BESANÇON Gare ⥋ PONTARLIER Gare |                                 |                                 |                                 |                                 |                                               |                                          |                                 |                                 |
| A         | Ouverture / Fermeture — / — | Longueur —                      | Durée —                         | Nb. d’arrêts 23                 | Matériel Bus                    | Jours de fonctionnement L, Ma, Me, J, V, S, D | Jour / Soir / Nuit / Fêtes O / N / N / O | Voy. / an —                     | Dépôt —                         |
| A         | Desserte : Pontarlier, Doubs, Goux-les-Usiers, Saint-Gorgon-Main, Mouthier-Haute-Pierre, Lods, Vuillafans, Montgesoye, Ornans, Scey-Maisières, Tarcenay, Saône, Morre et Besançon |                                 |                                 |                                 |                                 |                                               |                                          |                                 |                                 |
| A         | Autre : |                                 |                                 |                                 |                                 |                                               |                                          |                                 |                                 |
| A         | Dernière actualisation : — |                                 |                                 |                                 |                                 |                                               |                                          |                                 |                                 |
| B         | B | B                               | B                               | B                               | B                               | B                                             | B                                        | B                               | B                               |
| B         | MONTBÉLIARD Acropole ⥋ PONTARLIER Gare |                                 |                                 |                                 |                                 |                                               |                                          |                                 |                                 |
| B         | Ouverture / Fermeture — / — | Longueur —                      | Durée —                         | Nb. d’arrêts 37                 | Matériel Bus                    | Jours de fonctionnement L, Ma, Me, J, V, S, D | Jour / Soir / Nuit / Fêtes O / N / N / O | Voy. / an —                     | Dépôt —                         |
| B         | Desserte : Pontarlier, Doubs, Arçon, Maisons-du-Bois-Lièvremont, Ville-du-Pont, Remonot, Grand'Combe-Châteleu, Morteau, Les Fins, Noël-Cerneux, La Chenalotte, Narbief, Le Russey, Bonnétage, Les Fontenelles, Frambouhans, Maîche, Les Bréseux, Montandon, Saint-Hippolyte, Bief, Noirefontaine, Pont-de-Roide-Vermondans, Bourguignon, Mathay et Montbéliard. |                                 |                                 |                                 |                                 |                                               |                                          |                                 |                                 |
| B         | Autre : |                                 |                                 |                                 |                                 |                                               |                                          |                                 |                                 |
| B         | Dernière actualisation : — |                                 |                                 |                                 |                                 |                                               |                                          |                                 |                                 |
| C         | C | C                               | C                               | C                               | C                               | C                                             | C                                        | C                               | C                               |
| C         | QUINGEY Maison de retraite ⥋ BESANÇON Chamars |                                 |                                 |                                 |                                 |                                               |                                          |                                 |                                 |
| C         | Ouverture / Fermeture — / — | Longueur —                      | Durée —                         | Nb. d’arrêts 9                  | Matériel Bus                    | Jours de fonctionnement L, Ma, Me, J, V       | Jour / Soir / Nuit / Fêtes O / N / N / N | Voy. / an —                     | Dépôt —                         |
| C         | Desserte : Quingey, Chouzelot, Larnod, Beure et Besançon. |                                 |                                 |                                 |                                 |                                               |                                          |                                 |                                 |
| C         | Autre : |                                 |                                 |                                 |                                 |                                               |                                          |                                 |                                 |
| C         | Dernière actualisation : — |                                 |                                 |                                 |                                 |                                               |                                          |                                 |                                 |

## Communes desservies
Le réseau dessert les 44 communes suivantes :
- Arçon
- Besançon
- Beure
- Bief
- Bonnétage
- Bourguignon
- Chouzelot
- Doubs
- Étalans
- Frambouhans
- Goux-les-Usiers
- Grand'Combe-Châteleu
- La Chenalotte
- Larnod
- Le Russey
- Les Bréseux
- Remonot
- Les Fins
- Les Fontenelles
- Lods
- Maîche
- Maisons-du-Bois-Lièvremont
- Mathay
- Montandon
- Montbéliard
- Montgesoye
- Morre
- Morteau
- Mouthier-Haute-Pierre
- Narbief
- Nods
- Noël-Cerneux
- Noirefontaine
- Ornans
- Pont-de-Roide-Vermondans
- Pontarlier
- Quingey
- Saint-Gorgon-Main
- Saint-Hippolyte
- Saône
- Scey-Maisières
- Tarcenay
- Ville-du-Pont
- Vuillafans